# Laguna Los Batros
La laguna Los Batros es un cuerpo de agua ubicado en la región del Biobío.
No debe ser confundida con la laguna homónima ubicada cerca de 50 km más al sur, entre la laguna Quidico y Tirúa.

## Ubicación y descripción
La laguna de Los Batros se ubica en la zona costera de la comuna de Cañete, entre el lago Lanalhue y la costa. Tiene una superficie aproximada de 35 hectáreas (0,35 km²) y sus orillas sirven a comunidades agrícolas y ganaderas. 
Tiene dos afluentes por el este y de la ribera norte sale el emisario que desagua a través de un canal que desemboca en el río Paicaví, principal río de la cuenca.: 441 
Su profundidad máxima es de más de 24 m y de 12,5 m como promedio que le dan un volumen almacenado de poco más de 4 millones de metros cúbicos, en periodo pre lluvias.: 129 

## Hidrología
Según el mapa de Risopatrón, la laguna tiene como emisario al estero Los Batros que desemboca en el río Paicaví.

Diagrama unifilar de la cuenca del río Paicaví.

## Población, economía y ecología

### Estado trófico
La eutrofización es el envejecimiento natural de cuerpos lacustres (lagos, lagunas, embalses, pantanos, humedales, etc.) como resultado de la acumulación gradual de nutrientes, un incremento de la productividad biológica y la acumulación paulatina de sedimentos provenientes de su cuenca de drenaje.: 4  Su avance es dependiente del flujo de nutrientes, de las dimensiones y forma del cuerpo lacustre y del tiempo de permanencia del agua en el mismo.: 24  En estado natural la eutrofización es lenta (a escala de milenios), pero por causas relacionadas con el mal uso del suelo, el incremento de la erosión y por la descarga de aguas servidas domésticas entre otras, puede verse acelerado a escala temporal de décadas o menos.: 4  Los elementos más característicos del estado trófico son fósforo, nitrógeno, DBO5 y clorofila y la propiedad turbiedad. Una medición objetiva y frecuente de estos es necesaria para la aplicación de políticas de protección del medio ambiente. 
La clasificación trófica nombra la concentración de esos objetos bajo observación (de menor a mayor concentración): ultraoligotrófico, oligotrófico, mesotrófico, eutrófico, hipereutrófico. Ese es el estado trófico del elemento en el cuerpo de agua. Los estados hipereutrófico y eutrófico son estados no deseados en el ecosistema, debido a que los bienes y servicios que nos brinda el agua (bebida, recreación, entre otros) son más compatibles con lagos de características ultraoligotróficas, oligotróficas o mesotróficas.: 14 
Según un informe de la Dirección General de Aguas de 2018, la evaluación actual del estado trófico del lago presenta una condición oligotrófica para su clorofila.: 24 